# Urometopus moczarskii
Urometopus moczarskii — вид долгоносиков-скосарей из подсемейства Entiminae.

## Описание
Жук длиной 2—2,5 мм. Тело окрашено в тёмно-коричневый цвет, иногда почти в чёрный, надкрылья всегда немного светлее, коричневые. Торчащие щетинки светлее. Верхняя часть тела в двояких, неплотно прилегающих, более длинных, щетинковидных волосках. Переднеспинка явственно поперечная. Головотрубка очень короткая.

## Экология
Жук населяет дубравы.